# Hwarangdo
Hwarangdo (kor. 화랑도; inne pisownie: Hwa Rang Do, Hwarang Do, farangdo) – koreańska sztuka walki powstała w XX wieku. Styl obejmuje rzuty, dźwignie oraz kopnięcia.
Styl mógł powstać w latach 60. XX wieku na potrzeby armii USA w wyniki modyfikacji Taekwondo. Według innej wersji styl opracował Joo Bang Lee na podstawie nauk rozpoczętych jeszcze w 1942 roku, jednak w rzeczywistości przed emigracją do USA uczył z bratem Hapkido. Po przybyciu do Kalifornii w 1972 roku Joo Bang Lee założył World Headquarters of Hwa Rang Do.
Nazwa nawiązuje do Hwarang, czyli wysoko urodzonych nastolatków przygotowywanych do służby wojskowej w okolicach VI–X wieku, jeszcze w królestwie Silla. Ze względu na to nawiązanie, Hwa Rang Do można przetłumaczyć jako Droga rozkwitających rycerzy (ang. The Way of the Flowering Knights).
System walki rozpowszechniony jest w różnych częściach świata. 